# Paramètre de Tisserand
Pour les articles homonymes, voir Tisserand et Paramètre (homonymie).
En astronomie, le paramètre de Tisserand ou invariant de Tisserand sert de critère de similarité lors de l'étude des orbites des comètes et des astéroïdes.
Il tire son nom de Félix Tisserand (1845–1896), qui fut directeur des observatoires de Toulouse puis de Paris, professeur d'astronomie mathématique à la Sorbonne et membre de l'Académie des sciences.

## Notation
Le paramètre de Tisserand est noté TP (« T » pour Tisserand), où P est le symbole astronomique ou l'initiale de la planète considérée (le corps majeur).

## Définition
Le paramètre de Tisserand est défini par la relation suivante :
{\displaystyle T_{\mathrm {P} }={\frac {a_{\mathrm {P} }}{a}}+2\cos i{\sqrt {{\frac {a}{a_{\mathrm {P} }}}(1-e^{2})}}}
où :
- {\displaystyle a} est le demi-grand axe de l'orbite du corps mineur considéré (la comète) et {\displaystyle a_{\mathrm {P} }} celui du corps majeur (la planète) ;
- {\displaystyle e} est l'excentricité du corps mineur ;
- {\displaystyle i} est l'inclinaison orbitale du corps mineur.

## Application
En calculant le paramètre lié à la planète Jupiter, on peut distinguer les astéroïdes ({\displaystyle T_{\mathrm {J} }>3}) des comètes périodiques ({\displaystyle 2<T_{\mathrm {J} }<3}).